# Pseudocophora birmanica
Pseudocophora birmanica là một loài bọ cánh cứng trong họ Chrysomelidae. Loài này được Jacoby miêu tả khoa học năm 1889.